# .204 Ruger
La munition .204 Ruger a été créée par Hornady (États-Unis) en 2003 depuis la .222 magnum Laiton 47 mm bouteillé à gorge.
Balle 2,1 g - 1 288 m/s - 1,719 J.